# Перистера Крака
Перистера Крака или Кряка (на гръцки: Περιστέρα Κράκα, Κριάκα) е гръцка революционерка, участничка в Гръцкото въстание в Македония в 1878 година.

## Биография
Родена е в 1860 година в западномакедонския град Сятища, тогава Османската империя, днес Гърция. В 1878 година брат ѝ Гуляс Кракас взима участие в избухналото гръцко въстание, насочено срещу Санстефанския договор. Преследвана от властите заради брат си, Перистера също се присъединява към въстаниците. След смъртта на брат ѝ, Крака оглавява собствена чета от 40 души, като използва псевдонима капитан Спановангелис (Καπετάν Σπανοβαγγέλης).
След потушаването на въстанието и обявена амнистия с посредничеството на митрополит Агатангел Сятищки, Перистера Крака се завръща в Сятища. След преследвания от властите обаче, в 1882 година е принудена да бяга в Тесалия, току-що анексирана от Гърция. В Тесалия се жени за капитан Пердикис. Мъжът ѝ е обвинен в грабеж и затворен в Егина, но Перистера използва славата си и с ходатайство пред крал Георгиос успява да му издейства амнистия.
Умира в Тесалия в 1938 година.
В 1990 година в Сятища е издигната скулпура на Крака, дело на скулпторката Алики Хадзи.